# Мієлопатія
Під мієлопатією розуміють будь-який неврологічний дефіцит, пов'язаний зі спинним мозком. Унаслідок фізичної травми виникає (гостре) травматичне пошкодження спинного мозку . Неврологічний дефіцит, який виникає при запальних хворобах спинного мозку відомий як мієліт . Хворобу судинної природи називають судинною мієлопатією. Найбільш поширена форма у людини — це цервікальна спондилоїдна мієлопатія (CSM). Вона спричинена змінами суглобів (спондильозом) хребців шийного відділу хребта, що призводять до звуження хребетного каналу (стеноз), і в кінцевому підсумку, компресії спинного мозку. В країнах Азії здавлення спинного мозку часто відбувається через різний запальний процес, що захоплює задню поздовжню зв'язку .

## Прояви
Клінічні ознаки та симптоми залежать від рівню ураження (шийний, грудний або поперековий відділи хребта), і локалізації (передня, задня або латеральна) і можуть включати:
- Прояви ураження верхнього рухового нейрона — слабкість, спастичність, незграбність, змінений тонус, гіперрефлексія та патологічні рефлекси, включаючи рефлекс Гофмана та симптом Бабінскі
- Ознаки ураження нижніх моторних нейронів — слабкість, незграбність у групі м'язів, що іннервуються на рівні пошкодження спинного мозку, атрофія м'язів, гіпорефлексія, гіпотонічність або в'ялість м'язів, фасцикуляції
- Сенсорний дефіцит (погіршення чутливості)
- Симптоми ураження тазових органів кишечника / сечового міхура та статева дисфункція

## Діагностика

### Діагностика мієлопатії
Мієлопатія в основному діагностується за результатами клінічного обстеження. Оскільки термін мієлопатія описує клінічний синдром, який може бути викликаний багатьма патологіями, диференціальний діагноз мієлопатії доситьоб'ємний. В деяких випадках початок мієлопатії відбувається стрімко, в інших, розвиток може бути поступовим із повільним, протягом декількох місяців, розвитком симптомів.

### Діагностика етіології
Після встановлення клінічного діагнозу мієлопатія необхідно дослідити основну причину. Найчастіше це робиться за допомогою медичної візуалізації. Найкращий спосіб візуалізації спинного мозку — це магнітно-резонансна томографія (МРТ). Окрім зображень МРТ Т1 та Т2, які зазвичай використовуються для рутинної діагностики, віднедавна дослідники досліджують кількісні сигнали МРТ. Подальші методи візуалізації, що використовуються для оцінки мієлопатії, включають рентгенографію для виявлення артритних змін кісток та комп'ютерну томографію, яка часто використовується для передопераційного планування хірургічних втручань при шийній спондилотичній мієлопатії. Ангіографія використовується для дослідження судин у підозрі на випадки судинної мієлопатії.
Наявність та тяжкість мієлопатії також можна оцінити за допомогою транскраніальної магнітної стимуляції (TMS), нейрофізіологічного методу, який дозволяє вимірювати час, необхідний нервовому імпульсу для перетину пірамідних шляхів, починаючи від кори головного мозку і закінчуючи на клітини переднього рогу шийного, грудного або поперекового відділів спинного мозку. Це може допомогти зокрема:
- Визначити, чи присутні симптоми мієлопатії
- Визначте рівень спинного мозку, де локалізовані патологічні зміни. Це особливо корисно у випадках, коли більше двох уражень можуть спричинити клінічні симптоми та ознаки, наприклад, у пацієнтів із двома або більше грижами шийного рівня[10]
- Слідкувати за прогресуванням та регресуванням мієлопатії в часі, наприклад до і після операції на шийному відділі хребта

TMS також може допомогти в диференціальній діагностиці різних причин пошкодження пірамідного тракту.

## Лікування
Лікування та прогноз мієлопатії залежать від основної причини: мієлопатія, спричинена інфекцією, вимагає медикаментозного лікування з використанням специфічних для збудника антибіотиків. Подібним чином існують специфічні методи лікування розсіяного склерозу, який також може проявлятися мієлопатією. Як зазначено вище, найпоширеніша форма мієлопатії є вторинною щодо дегенерації шийного відділу хребта.